# غاري مادوكس
غاري مادوكس (بالإنجليزية: Garry Maddox)‏ هو لاعب كرة قاعدة أمريكي، ولد في 1 سبتمبر 1949 في سينسيناتي في الولايات المتحدة.

## وصلات خارجية
- غاري مادوكس على موقع دوري كرة القاعدة الرئيسي (الإنجليزية)
- غاري مادوكس على موقعبيزبول رفرنس.كوم (الدوري الرئيسي) (الإنجليزية)
- غاري مادوكس على موقعبيزبول رفرنس.كوم (الدوري الثانوي) (الإنجليزية)
- غاري مادوكس على موقع إي إس بي إن.كوم (أم.أل.بي) (الإنجليزية)
- غاري مادوكس على موقع مشجعي الرسوم البيانية (الإنجليزية)